# Шуньята
Шуньята (санскр. शून्यता, IAST: śūnyatā, пали: suññatā , кит. 空, яп. 空, монг. хоосон чанар, букв. «пустота»; от санкскр. śūnya, пали suñña — «пустой», также «ноль») — центральное понятие буддийской школы мадхъямака и всего махаянского буддизма, обозначающее «отсутствие постоянного „я“ у личности» и «самобытия» у явлений; отсутствие собственной природы вещей и феноменов (дхарм) ввиду их взаимозависимости, обусловленности и относительности: то, что возникло сложением факторов и со стечением обстоятельств, пусто (шунья).
Термин «шуньята» раскрывается в сутрах Праджняпарамиты. Занимает центральное место в сочинении Нагарджуны «Муламадхьямака-карика» («Коренные строфы о срединности», II век). Был разработан в III веке в трактате «Катхаваттху» монаха Моггалипуттатиссы. Данный трактат был написан по случаю 3-го буддийского Собора, созванного царем Ашокой.
Реализация Шуньяты сознанием адепта считается оптимальным способом познания «вещей как они есть» и духовной терапии, освоение которой сопровождается культивированием совершенств терпения, сострадания и духовной силы, но одновременно и устранённости от иллюзорного в конечном счёте мира, что вместе составляет систему основных достижений в «пути бодхисаттвы».

## Происхождение понятия «шуньята»
Термины «шунья» и «шуньята» встречается  в различных произведениях буддизма, начиная с текстов Палийского канона (Типитака). Так в «Сутта-нипате» (5.15 Могхараджа-манава-пуччха: Вопросы Могхараджи) приведены слова Будды Шакьямуни:
«1118. Как на пустой, взирай ты на этот мир. Разрушив обычное понимание себя, ты поборешь и смерть. Владыка смерти не узрит того, кто так смотрит на мир.»
Также, о «пустотности» говорится в «Пхена пиндупама сутте (Комок пены, СН 22.95)», «Чуласунньята сутте (Малая лекция о пустотности, МН 121)», «Махасунньята сутте (Большая лекция о пустотности, МН 122)». В сутрах Праджняпарамиты, основные из которых датируются I-II вв., конечная истина раскрывается через осмысление «пустотности» не только вещей, но также сансары, нирваны и даже самого учения Будды.

### Этимология
«Śūnyatā» переводится с санскрита как «пустота», «незаполненность», «пустынность», «недостаток», «бессмысленность», «распылённость», что происходит от прилагательного «śūnya» — «пустой», «ничем не заполненный», «необитаемый», «одинокий», «лишённый чего-либо», «тщеславный»; также, слово «śūnya» соответствует цифре «ноль» в деванагари.
По мнению буддолога Л. Мялля, «ноль» (śūnya) в буддизме означает не отсутствие чего-либо или отрицание чего-либо, а снятие (или игнорирование) оппозиций между утвердительными и отрицательными суждениями, между «+» и «-». В буддийской литературе существует и другой термин для обозначения ноля — madhya (madhyama), который переводится обычно как «среднее». Ноль является изобретением древнеиндийской философии, был усвоен математикой в III в. до н. э., затем перенят арабами, а от них — западным миром.
Śhūnya + -tā

## Подходы к определению
Шуньята — наиболее трудное понятие буддизма, не поддающееся простому описанию и определению. Постижение «пустоты» — важная цель буддийских медитаций, методика которых отличается в разных школах.
Буддийский мыслитель Нагарджуна понимает пустоту как «взаимозависимое возникновение» (санскр.: пратитья-самутпада), что является ключевой доктриной раннего буддизма (например, Патичча-самуппада сутта, СН 12.1). Буддийское учение о взаимозависимом возникновении фактически утверждает, что в мире сансары всё обусловлено, и что нет ни одного явления, которое, обусловливая другое явление, не было бы обусловлено каким-то третьим. Не существует ни абсолютных причин, ни абсолютных следствий. Любая причина является одновременно следствием, и, наоборот, любое следствие — причиной. В Абхидхарме различаются одновременное взаимное обусловливание (аньонья-пратьяята) и последовательное мгновенное обусловливание (анантра-бхава-пратьята).
Доктрина взаимозависимого возникновения раскрывает процессуальный механизм непостоянства (анитья), которое является в буддизме одной из фундаментальных характеристик существования. Непостоянство в свою очередь является основанием для другого основополагающего учения буддизма — бессамостности (анатмавада). «Всё относительное или зависимое является нереальным, шунья (свабхава-шунья — пустым от „самобытия“)», находится «в процессе постоянного становления» и не является ни самостоятельно существующим, ни несуществующим (Нагарджуна, «Муламадхьямака-шастра»).
В своем произведении «Муламадхьямака-карика» Нагарджуна закладывает концептуальные основания махаяны:
1. Во взаимообусловленном мире нет ни самостоятельных сущностей, ни первопричины, на которые можно было бы опереться; именно поэтому, мир пуст (шунья), и пустота тоже пуста.
2. Все теоретико-познавательные средства (прамана) недостоверны, абсолютная истина (парамартха-сатья) ими непостижима и невыразима в любой системе знаков.

Традиционно принято рассматривать 18 или 20 аспектов пустоты. Однако, для философского анализа наиболее важны первые четыре аспекта, которые последовательно лишают надежды отыскать хоть какую-то опору для мыслительных конструкций:
1. Пустота внутреннего (тиб. nang strong-pa-nyid) — отрицание абсолютного статуса субъекта.
2. Пустота внешнего (phyi strong-pa-nyid) — отрицание абсолютного статуса объекта, т. е. отрицание независимости внешнего мира.
3. Пустота внешне-внутреннего (phyi-nang strong-pa-nyid) — отрицание возможности найти какую-либо абсолютную основу в субъектно-объектном отношении, т. к. абсолютной основы нет ни в одной из сторон, участвующих в нем.
4. Пустота пустоты (strong-pa-nyid strong-pa-nyid) — отрицание абсолютного статуса самой пустоты, которая, как и всё прочее, не может быть опорой для конструирующего мышления, т. е. рассматриваться как некая субстанция.

Теория пустоты может пониматься как закономерное развитие древнейшей буддийской доктрины «несубстанциональности» — Анатмавады. В ранних школах под пустотой личности понимается пустота индивида от независимого субстанционального существования, а пустота феноменов там не рассматривается вообще. Принцип «бессамостности» личности, имевший место в Абхидхарме хинаяны, получил развитие в мадхьямаке и был дополнен принципом «бессамостности» дхарм. В терминологии школы прасангика-мадхьямака различают два вида пустоты, или «бессамостности»: бессамостность личности (санскр. pudgala nairātmya, тиб. bdag med) и бессамостность феноменов (санскр. dharma nairātmya, тиб. chos kyi bdag med).
Существует различие между пониманием пустоты в двух основных философских школах махаяны —  мадхьямаке и йогачаре. С точки зрения мадхьямаки, пустота — это взаимообусловленность, относительность, иллюзорность, отсутствие самостоятельной сущности всех явлений. Природа реальности (дхармата) и абсолютная истина непостижимы всеми известными способами познания. Философы йогачары соглашались с Нагарджуной в том, что все элементы опыта (дхармы) в действительности относительны, пусты (шунья). Но йогачарины не были согласны с тем, что пустота есть единственная реальность, считая это слишком нигилистическим. С точки зрения йогачары, пустота — это пустота реальности вне сознания; в опыте даны не объекты, а только представления о них, и реальность полностью зависит от сознания.
Представления о пустоте разных школ буддизма соответствуют их доктиринальным основам. Школы тибетского буддизма придерживаются следующих воззрений: в гелуг высшим философским воззрением считается радикальная мадхьямака — прасангика-мадхьямака; доктирнальная основа кагью — сочетание мадхьямаки и йогачары; сакья — синтез умеренной мадхьямаки и йогачары. Учение дзогчен в целом близко йогачаре, хотя специфический термин дзогчен «кунши» (тиб. «основа всего») соответствует пониманию пустоты в мадхьямаке. Для китайского буддизма (и для большинства школ буддизма Дальнего Востока) характерен синтез йогачары и концепции татхагатагарбхи.
Согласно доктрине «татхагатагарбха» (природа Будды), истинная реальность как она есть (татхата, бхутататхата) представляется «пустой» (бессущностной и неописываемой) только для омраченного сансарического существа. В действительности же, сама по себе она «не-пуста» (ашунья), и обладает бесчисленными благими качествами: чистота, блажество, постоянство, сущностность.
Учение о татхагатагарбхе стало объектом обвинений в неадекватности и еретичности со стороны так называемого «критического буддизма». Один из аргументов таких обвинений заключается в том, что теория гарбхи по сути тождественна брахманистской атмаваде, является субстанциолизмом и эссенциализмом. А это противоречит буддийским анатмаваде (учении о бессамостности) и шуньяваде (учении о пустоте). «Критический буддизм» возник в Японии в середине 1980-х годов, провозгласив принцип возвращения к индийским корням, к «подлинному» буддизму.
Геше Джампа Тинлей определяет пустоту как «отсутствие собственной сущности, или собственной природы, феноменов и личности». Буддолог Торчинов Е. А. раскрывает понятие «пустотность» подобным же образом: «отсутствие у феноменов (дхарм) самобытия (свабхава), или своего собственного, независимого от причин и условий существования: ни одна дхарма, ни один феномен не существует независимо от других, и не является самодостаточной сущностью».
Буддолог Андросов В. П. выделяет в учении о пустоте три аспекта: 1) символ «неописуемого абсолютного единства реальности», 2) понятие, передающее «значение всеобщей относительности, обусловленности, взаимосцеплённости мироздания, отсутствия в нем какой бы то ни было самостоятельной, независимой сущности», 3) объект «высших практик медитации».
Для того, чтобы подчеркнуть взаимообусловленность всех явлений, буддолог Ф. И. Щербатской переводил слово «шуньята» не как «пустота», а как «относительность». Е. А. Торчинов соглашается с тем, что для такого понимания есть определенные основания. Однако отмечает, что значение термина «шуньята» значительно шире, проводя следующую аналогию. Бедняк может взять в долг много золота и вести себя некоторое время так, словно богат. Но такое «богатство» будет лишь видимостью, кажимостью. Такой же кажимостью является и бытие чего бы то ни было: все феномены обусловлены, не существуют сами по себе, в силу своей собственной природы; их бытие заимствовано и не есть подлинное бытие. Причем, нет никакого абсолютного «взаимодавца» (Бога, первопричины): явления сами бесконечно обусловливают существование друг друга.
Далай-Лама XIV говорит об этом следующее:
Сам Нагарджуна сказал, что ни одно явление не существует как абсолют. Это относится даже к самой пустоте. Даже абсолютная истина не существует как абсолют. Он сказал, что все явления обусловлены другими факторами, что они пребывают во взаимозависимости с другими явлениями. Именно поэтому все явления обладают природой пустоты, и сама пустота в данном случае не является исключением. Сам Будда дал это ясно понять в своем учении о шестнадцати, восемнадцати и двадцати различных видах пустоты, в число которых входят «пустота пустоты» и «пустота абсолюта».
Нагарджуна на основании взаимообусловленности и относительности различных явлений и категорий и возникновения неразрешимых противоречий при попытке рационально проанализировать их существование, а также того, что все категории являются продуктом ментальной деятельности, развил теорию о двух истинах, или двух уровнях познания. Первый уровень — эмпирическая реальность, соответствующая обыденному опыту. Он иллюзорен относительно уровня абсолютной, высшей истины, постигаемой силами йогической интуиции. Относительная истина состоит в том, что все индивиды («я») и вещи существуют, но условно и относительно; они суть просто наименования. Абсолютная реальность — это шуньята.

### Ошибочное понимание
Неточное понимание термина «пустоты» в небуддийских переводах и комментариях привело к тому, что буддизм получил репутацию философии нигилизма, солипсизма, отказа от доводов рассудка и от словесного понимания, отказа от позитивных тезисов, представления о всеобщей иллюзорности и т. п.; за подобные взгляды буддизм постоянно подвергался критике небуддийских школ. В то же время, буддийские школы, развивая понятие о пустоте, категорически отрицают все перечисленные пункты, акцентируя внимание на «таковости», «взаимозависимом происхождении», причинности и обусловленности.
Согласно пояснениям Далай-ламы XIV, «пустота не подразумевает простое несуществование», ничто, но «предполагает именно отсутствие самобытия, что непременно подразумевает взаимозависимое возникновение». Нагарджуна в «Мула-мадхьямака-карике» (XXIV, 7) утверждает, что махаянский термин «шунья» «никогда не означал математическую пустоту или простое небытие». Те, кто так понимают термин «шунья», объявляются не понявшими этот термин и не уразумевшими цель, для которой он вводился. Буддийский философ-шуньявадин Чандракирти в комментариях к данному тексту Нагарджуны настаивает: «Мы релятивисты, мы не негативисты». По замечанию буддолога А. А. Терентьева, явления пусты не в том смысле, что они вообще не существуют. Они существуют. Но не как воспринимаемые нами отдельные сущности, имеющие «собственное», независимое существование, а лишь относительно других явлений — например, таких факторов как специфика нашего восприятия и обозначающая деятельность ума. Это относится и к страданию (духкха). Согласно теории двух взаимозависимых истин, с абсолютной точки зрения все явления рассматриваются как «пустые», с относительной же, обыденной, мирской точки зрения, явления воспринимаются согласно условностям.
В другом контексте термин употребляется для обозначения некого абсолюта. Так нередко вопрос понимают буддологи. Поводом для такой трактовки послужило определение шуньяты в «Аштасахасрика праджняпарамита сутре» как того, что «не имеет причины», «находится вне мышления или понятия», «не родится» и «не имеет измерения».  Между тем,  буддийское «абсолютное» (парамартха) нельзя считать отдельным от феноменов, самостоятельным, реальным со своей стороны Абсолютом. В больших сутрах Праджняпарамиты (25-тысячной, 100-тысячной) постулируется не только пустота субъекта и явлений, но и пустота абсолютного (парамартха шуньята), и пустота пустоты (шуньята шуньята) от самобытия.

### Два подхода к пустотности в медитации
Неконцептуальное постижение «пустотности» (шуньята) происходит посредством наитончайшего ума «ясного света» (в дзогчен — ригпа, чистой осознанности). В тибетских школах гелуг, сакья  и ветвях кагью, не практикующих дзогчен, сознание «ясного света» достигается методом сосредоточения и постепенного последовательного растворения более грубых уровней сознания в более тонких, а также работы с тонкими энергетическими каналами, «ветрами» и чакрами. В школах ньингма, бон и кагьюпинском дзогчен стремятся распознать ригпа, лежащего в основе грубых уровней сознания, в созерцании без постепенного растворения более грубых уровней ума в более тонких, работая с энергетическими каналами, «ветрами», чакрами. И достигают ригпа спонтанно.
Кроме достижения сознания «ясного света», необходимо концептуальное понимание «пустотности». И здесь имеют место два подхода:
1. Пустота от себя, или «самопустота» (рангтонг), — полное отсутствие самосущей природы, наделяющей феномены характеристикой. В этом смысле все феномены пусты, они не обладают независимым существованием, самобытием (свабхава). Такой подход, где акцент делается на пустотности объекта, воспринимаемого сознанием ясного света, является основным для гелуг, преобладает в сакья и дрикунг-кагью.
2. Пустота от другого, или «инопустота» (жентонг), — это пустота сознания ясного света от всех более грубых уровней ума и загрязнений. Данный подход лежит в основе медитации на самом уме ясного света, изначальной чистоте. Он свойственен школам джонанг, карма-другпа, шангпа-кагью, ньингма и некоторым направлениям сакья.

Таким образом, в разных тибетских школах в медитации на пустотность делается упор либо на «самопустоту», либо на «инопустоту», либо принимают обе из них.
См. также: Шесть йог Наропы.

## Эволюция понятия
В изначальном смысле то, что вещи пусты, означало, что вещи не являются самостоятельными и самодостаточными, а появляются только в связи с другими вещами: «одежда сшита из ткани, ткань выткана из нити, нить скручена из льна и т. д.». Но все вещи также не являются окончательно сформированными и завершённо-целостными, в противном случае не существовало бы причин и следствий. Например, времена года не могли бы меняться.
В раннем буддизме пустыми считались все вещи, не обладающие самостоятельным реальным существованием, которым обладали только дхармы, из которых состояли вещи. В буддизме махаяны дхармы перестали обладать самостоятельным реальным существованием и стали пониматься также пустыми и «не более реальными, чем сами вещи». Это повлияло на то, что под понятием «дхарма» также стали иметь в виду «вещь».
Основные дискуссии о природе пустоты развивались поначалу в контексте спора между буддийскими и небуддийскими школами о причинности и природе себя. Прочную основу учению о пустоте положил Нагарджуна, прояснив сущность Татхагаты (так приходящего), достижения пустоты ума и развития природы Будды. Школа мадхъямаки, основанная Нагарджуной, прямо связывала пустоту со срединным путём: «Сказать, что всё есть, — одна крайность, сказать, что ничего нет, — другая крайность. Всё пусто — вот истина срединного пути».
Представление о шуньяте развивали далее Арьядэва, Асанга, Васубандху, Дигнага, Дхармакирти, Буддапалита, Бхававивека, Чандракирти и другие философы. Далее шуньята стала одним из важнейших понятий тибетского и дальневосточного буддизма, в частности чань.
Важным источником учения о пустоте является «Сутра сердца праджняпарамиты», почитаемая во всех школах буддизма Махаяны, и являющаяся её основой. Определение пустоты дается в развернутом понимании, как учение, передаваемое бодхисаттвой Авалокитешварой монаху Шарипутре. Первоначальное утверждение является общей квинтэссенцией учения Будды: «Авалокитешвара-бодхисаттва, глубоко практикуя праджняпарамиту, воспринимает мысль, что пять скандх пусты, и спасен от всех страданий и несчастий». Далее идёт развёрнутое указание на то, что именно воспринимает Авалокитешвара, наставляя Шарипутру, и каким образом это восприятие порождает спасение от страданий и несчастий в виде обретения Аннутара Самьяк Самбодхи (наивысшего полного просветления, указывающего на состояние Будды).

### Пустота в дзэн
В дзэн понимание пустоты отличается от её определения в «классическом буддизме». Если в классическом буддизме пустота представляет собой «принцип кармы, детерминации, зависимости от чего-то другого», то в дзэн пустота становится принципом «несвязанности, необусловленности, возможности в каждый следующий момент снова действовать свободно». Исследователь А. Ю. Стрелкова обозначает первое представление как «мир детерминации», в котором существует карма, причины и следствия, а второе представление как «мир свободы», где карма является лишь «воображаемыми цепями, которыми сковывает себя сознание» и в котором не существует связи причин и следствий.
В дальнейшем пустота стала пониматься через «не-мышление» («не-думание») или «не-ум» («не-сердце», «не-сознание»). Согласно «Сутре помоста шестого патриарха», «не-думание» связано с «не-формой» («отсутствием признаков») и «не-пребыванием» («не-связанностью»):

Что такое «отсутствие признаков»? «Отсутствие признаков» — это, находясь среди признаков (форм), отрешаться от [внешних] признаков [вещей]. «He-мысль» («отсутствие мыслей») — это, погружаясь в мышление, не мыслить. «Не-связанность» — это изначальная природа человека.
«Не-думание», согласно Хуэйнэну, не означает отсутствие мыслей, а означает «не задерживать свою мысль на чём-то одном»:

Мысли следуют одна за другой, и нигде между ними нет разрыва. <…> Когда одна мысль задерживается, то сразу задерживается следование мыслей, и это называют связанностью. Когда же мысли следуют одна за другой и ни в одной из вещей этого мира не задерживаются — это и есть не-связанность. Поэтому не-пребывание [в одном месте] — это изначальная основа.
Известный чаньский наставник Шэньхуэй, отвечая на вопрос о том, существует ли пустота или нет и зачем нужна пустота в последнем случае, указывал, что «о пустоте заводят речь ради блага тех, кто не зрит свою собственную природу Будды. Для тех, кто зрит свою собственную природу Будды, пустоты не существует».
Согласно современному дзэн-мастеру Сун Сану, «истинная пустота» связана с «до-мышлением», в котором отсутствуют любые слова. И данная пустота проявляется при помощи удерживания «ясного ума», который становится подобным чистому зеркалу: «Красное приходит, и зеркало красное. Белое приходит, и зеркало белое».

## Пустота в Упанишадах
В Теджабинду-упанишаде (8-11), говорится:

8. Блаженство, превосходящее счастье,
невыразимое, нерождённое, вечное,
свободное от влияния мыслей, постоянное,
твёрдое, непоколебимое.
9. То — Брахман,
То — Сам Высший Атман.
То — окончание, То — Высшая цель,
состояние, бесконечное пространство,
То — Сам Высочайший Параматман.
10. Не пусто оно, но видится пустым, и превосходит пустоту, не мысль, не мыслящий и не мыслимое, но то, о чём только и следует мыслить.

11. То — Всё, высочайшая Пустота, из высочайшего высшее, состояние, нет которого выше, несознаваемая, превосходящая понимание Истина, неведомая ни мудрецам, постигшим суть, ни даже богам.

## Шунья в индуистском тантризме
Натха-сиддхи и ряд других тантрических школ отождествляют верхнюю чакру (сахасрару) и срединный канал тонкого тела с шуньей (пустотой), играющей важную роль в алхимическом преобразовании тела адепта.